# Cảm biến áp điện

Một đĩa áp điện khi bị biến dạng sẽ sinh ra điện áp

Cảm biến áp điện là loại cảm biến sử dụng hiệu ứng áp điện để biến đổi áp suất thành điện tích. Cảm biến làm việc trực tiếp với các đại lượng áp suất và biến dạng. Để đo các đại lượng như lực, gia tốc, nhiệt độ,... cần đến cơ cấu chuyển đổi sang áp lực lên cảm biến.
Tiền tố piezo- là tiếng Hy Lạp có nghĩa là 'ép' hoặc 'nén'.

## Nguyên lý hoạt động
Hiệu ứng áp điện là hiệu ứng thuận nghịch, xảy ra trong một số chất rắn như thạch anh, gốm kỹ thuật,... Khi đặt dưới áp lực thì bề mặt khối chất rắn phát sinh điện tích, và ngược lại nếu tích điện bề mặt thì khối sẽ nén dãn. Hiệu ứng có mức cực đại ở các phương cắt xác định cho mảnh cắt từ tinh thể chất rắn đó, và trong nhiều loại vật liệu thì phương cắt này là góc 45° so với trục chính của tinh thể .
Hiệu ứng áp điện được áp dụng rộng rãi trong kỹ thuật điện và điện tử, như chế các cảm biến điện áp, thanh trễ, linh kiện thạch anh để lọc và ổn định tần số, loa áp điện, micro, đầu đánh lửa trong bếp ga hay bật lửa,...
Trong kỹ thuật thu phát sóng thường dùng mảnh cắt tinh thể gốm titanat bari (X-tal) và gắn điện cực (electrode) nối tới đầu ra (output), tạo ra cảm biến áp điện. Trở kháng ra của đầu gốm cao, nên phải có tiền khuếch đại tại đầu thu trong cáp. Đầu thu này không có tính hướng .
Do hiệu ứng áp điện, các khối gốm được dùng để chế đầu phát sóng, thường là phát siêu âm, và được gia công thích hợp cho phát sóng.

## Sử dụng
Cảm biến biến đổi trực tiếp với các đại lượng áp suất và biến dạng. Để đo các đại lượng như lực, gia tốc, nhiệt độ cần đến cơ cấu chuyển đổi sang áp lực lên cảm biến.
Tuy nhiên do dò điện mà các điện tích sinh ra sẽ bị tổn thất dần. Vì thế cảm biến áp điện không dùng được cho các quá trình tĩnh, có giá trị không đổi trong thời gian nhất định nào đó.